# Ludwik Wojtkiewicz

Podpis Ludwika Wojtkiewicza z 20 października 1878 r.

Ludwik Wojtkiewicz (mac. Лудвик Војткевич, bułg. Луис Войткевичl; zm. w Rumunii po 25 maja 1879) – polski wojskowy, oficer Cesarskiej Armii Rosyjskiej, powstaniec w Polsce i na Bałkanach.

## Życiorys
Był oficerem Cesarskiej Armii Rosyjskiej, ale podczas powstania styczniowego zbuntował się i dołączył do tego zrywu niepodległościowego. Po upadku powstania wyemigrował z kraju; najpierw do Francji, potem do Wełesu w środkowej Macedonii. Ściągnął go tam poznany we Francji krewny (brat lub kuzyn) jego przyszłej żony. Powodem migracji mogła być chęć walk ku wyzwoleniu obcego narodu lub zwykła chęć przeżycia przygody. Tam uczył francuskiego w gimnazjum oraz ożenił się z córką Dimityra Karmifiłowicza, wpływowego działacza macedońskiego odrodzenia narodowego. Prawdopodobnie to dzięki niemu zaangażował się w północnomacedoński ruch narodowowyzwoleńczy. Brał udział w wielu walkach z Turkami na terenie Bośni i Serbii. Był uczestnikiem XI wojny rosyjsko-tureckiej po stronie rosyjskiej – od września 1877 roku dowodził oddziałem powstańców w północnej Macedonii (Słowianie Południowi widzieli w pomocy Rosjanom drogę do wybicia się na niepodległość). Mimo to Macedonia nie zyskała niepodległości (w przeciwieństwie do Czarnogóry i Serbii, które w myśl postanowień kongresu berlińskiego stały się niepodległe, oraz do Bułgarii, która zdobyła autonomię).

### Podczas powstania kresneńskiego
Został macedońskim majorem, w 1878 roku mianowano go sekretarzem (przywódcą) powstania kresneńskiego. Był popierany przez swego teścia, a także przez bułgarskie ugrupowania, m.in. Kuistendil i Edinstwo Komitet. Sprzeciwiał mu się natomiast Adam Kalmykow – drugi kandydat na przywódcę powstania, Rosjanin wspierany przez rosyjskie władze carskie. Albo przez działania austro-węgierskiego agenta wśród dowódców powstania, albo przez twierdzenia Kalmykowa, jakoby Wojtkiewicz chciał przyłączyć Macedonię do tzw. Wielkiej Bułgarii, Wojtkiewiczowi nie udało się przeprowadzić tego zrywu według swego planu – po klęsce w starciu z oddziałem tureckim, które zmusiło powstańczą grupę Polaka do ucieczki w stronę Bułgarii, Wojtkiewicz został odsunięty od bezpośredniej walki. Mimo to powracał na pole walki, przez co uznano go za awanturnika, który chce jedynie spełniać swe ambicje, więc go zdegradowano i całkowicie odsunięto od walk. Podczas powstania Wojtkiewicz odniósł zwycięstwo w walkach o miasto Bansko, ale powstańcy i tak przegrali z Imperium Osmańskim. Po upadku powstania wyemigrował do Rumunii, gdzie zmarł, nigdy nie powróciwszy do Macedonii.